# Ctenus anisitsi
Ctenus anisitsi este o specie de păianjeni din genul Ctenus, familia Ctenidae, descrisă de Strand, 1909.
Este endemică în Paraguay. Conform Catalogue of Life specia Ctenus anisitsi nu are subspecii cunoscute.